# الأشرف موسى بن إبراهيم
الأشرف مظفر الدين موسى بن إبراهيم بن شيركوه ولِد سنة ثمانٍ وسبعين بالقاهرة. وسمع من عبد اللّطيف بن إسماعيل الصُّوفيّ.
قال الدمياطي قرأت عليه قبل الاختلاط، وتوفي في ثاني عشر جمادى الأولى. وكان مولده يوم موت الشّيخ رُوزْبهان.
موسى السّلطان الملك الأشرف مُظفَّر الدّين ابن السّلطان الملك المنصور إبراهيم ابن الملك المجاهد شيرَكوه ابن الأمير ناصر الدّين محمد ابن الملك أسد الدّين شيركوه بن شاذي.

## الحمصيّ
وُلِد سنة سبْعٍ وعشرين وستّمائة، وملَّك حمص بعد موت أبيه سنة أربعٍ وأربعين، وَوَزَرَ له الصدر مخلص الدين إبراهيم بن إسماعيل بن قرناص، واعتضد بالملك الصالح صاحب مصر ، فعَظُم ذلك على صاحب حلب وأخذ من حمص.
وجرت له أمور، ثمّ سار صاحب الشام الملك النّاصر لقصد الديار المصرية، فأُسِر في وقعة العباسية سنة ثمانٍ وأربعين، وبقي محبوسًا في قلعة الجبل إلى أن وقع الصُّلْح في سنة إحدى وخمسين وستمائة، وأُطْلِق فيمن أُطْلِق، وعاد إلى معاداة الملك النّاصر، وكان له مكاتبات إلى التّتار، وله قُصَّادٌ، لِما بقي بالرَّحْبة وتلك البلاد المتطرِّفة، فلمّا ملك هولاكو قصده فأقبل عليه وأكرمه، واستعان به في تسلُّم القلاع، ثمّ ولّاه نيابة الشّام، وأعاد إليه مدينة حمص، ولمّا مرّ به الملك الناصر يوسف تحت حَوْطة التّتر نزل به، فلم يلتفت عليه ووبَّخه وعنَّفه، ثمّ إنّ الملك المظفر قطز بعث إليه يستميله ويلُومه على ميْله إلى العدوّ المخزول، ويَعِدُهُ بأمور، فأجاب، فلمّا طلبه النُّوين كتبغا لحضور المصَطفّ تمرَّض واعتلَّ بالمرض، وكان غذْ ذاك بدمشق، فلمّا انكسرت التّتار هرب هو والزين الحافظي والتّتار، ثمّ انفصل عنهم الملك الأشرف من أرض قارا، وسار إلى تدمر، وراسل السّلطانَ، فوفى له، فقدم عليه دمشق، فأكرمه وأقرَّه على مملكة حمص، فتوجَّه إليها.
ثمّ غَسَل فعائله بالوقعة الكائنة على حمص سنة 659 هـ/1260، وثبت وكسر التّتار، فنبُل قدْرُهُ، ورأى له الملك الظّاهر، وأعاد إليه تل باشر، فلمّ قبض الظّاهر على المغيث عمر المذكور في هذه السّنة تخيّل الأشرف من الملك الظّاهر، وشرع في إظهار أمورٍ كامنة في نفسه، وعزم الملك الظّاهر على الوثوب عليه، فقدّر الله مرضه ووفاته، ويُقال إنّه سُقِي.